# Sam Carter (rugby à XV)
Pour les articles homonymes, voir Sam Carter et Carter.

a Compétitions nationales et continentales officielles uniquement.

b Matchs officiels uniquement.
Dernière mise à jour le 20 avril 2024.
Sam Carter, né le 10 septembre 1989 à Sydney (Australie), est un joueur international australien de rugby à XV qui évolue au poste de deuxième ligne. Il fait partie des Wallabies de 2014 à 2017, s'inclinant en finale de la coupe du monde 2015. Il évolue avec la Western Force en Super Rugby depuis 2024.

## Biographie
Sam Carter est le fils de l'ancien troisième ligne international australien David Carter, ayant connu cinq sélections entre 1988 et 1989,,.
Il grandit dans la ville de Quirindi, où il commence à jouer au rugby,. Il suit ensuite sa scolarité au Scots College (en) à Sydney, avant de rejoindre l'université de Sydney.

## Carrière

### En club
Après avoir commencé sa carrière avec Sydney University en Shute Shield, Sam Carter est appelé en cours de saison par la franchise des Brumbies dans le Super Rugby en 2011. Il fait ses débuts professionnels le 10 juin 2011 contre les Melbourne Rebels. La saison suivante, il est retenu officiellement dans l'effectif des Brumbies, et devient immédiatement un cadre de son équipe,. Lors de sa deuxième saison, il est titulaire lors de la finale de la compétition, qui sera perdue face aux Chiefs,.
Parallèlement à sa carrière en Super Rugby, il rejoint en 2014 l'effectif des Canberra  Vikings pour la première édition du National Rugby Championship. Il ne joue cependant aucune rencontre. La saison suivante, il change de club pour rejoindre les NSW Country Eagles, avec qui il dispute deux rencontres.
En septembre 2015, il signe avec le club français de l'Union Bordeaux Bègles en tant que joker médical de Jandre Marais. Cependant, il ne reste que deux semaines avec le club et ne dispute pas le moindre match, car il est appelé par la sélection australienne pour participer à la Coupe du monde 2015.
Il fait son retour avec les Canberra  Vikings en NRC à partir de la saison 2016.
En 2017, il est nommé co-capitaine des Brumbies, aux côtés de Christian Lealiifano, et prolonge son contrat jusqu'en 2019,.
En 2019, il rejoint la province irlandaise de l'Ulster, évoluant en Pro14. En janvier 2021, il prolonge son contrat pour deux saisons supplémentaires.
À la fin de son contrat avec l'Ulster, il rejoint le club anglais des Leicester Tigers en Premiership à partir de l'été 2023.
Après quinze matchs joués sous le maillot des Tigers, pour seulement quatre titularisations, il fait son départ du club en cours de saison en mars 2024 afin de retourner en Australie pour rejoindre la Western Force pour le reste de la saison de Super Rugby.

### En équipe nationale
Il obtient sa première cape internationale le 7 juin 2014 à l’occasion d’un test-match contre l'équipe de France à Brisbane.
À l'origine pas retenu, Sam Carter participe finalement à la Coupe du monde 2015, où il remplace Will Skelton blessé. Il ne joue cependant aucun match.

## Palmarès

### En club
- Finaliste du Super Rugby en 2013 avec les Brumbies.
- Finaliste de la Coupe d'Angleterre en 2024 avec les Leicester Tigers.

### En équipe nationale
Sam Carter compte 16 sélections avec l'équipe d'Australie de rugby à XV.
Il participe à une édition du Rugby Championship en 2014, disputant six rencontres.